# Emil Bok
Emil Bok (12. října 1925, Užhorod – 9. července 2007, Tábor) byl český básník a výtvarník.

## Život
Narodil se v Užhorodě na Podkarpatské Rusi. Roku 1930 se s rodiči přestěhoval do Valašského Meziříčí, kde prožil dětství a studentská léta na učitelském ústavu. V roce 1950 navštěvoval krajskou školu KSČ v Gottwaldově, odkud se přesunul do Prahy na Vysokou politickou školu ÚV KSČ (tzv. vokovickou Sorbonu), kde na katedře marxistické filosofie získal doktorát a obhájil docenturu. Po roce 1968 byl vyloučen ze strany a po rozpadu manželství se přestěhoval do Tábora, kde založil novou rodinu. Do roku 1987 vyučoval na Střední keramické škole v Bechyni. Zemřel v Táboře ve věku 81 let na selhání srdce.

## Dílo
Přestože poezii tvořil po celý život, knižně debutoval až v pozdním věku sedmdesáti tří let. Za svého života vydal pět básnických sbírek, pro které je typická snová melancholická atmosféra a surrealistická imaginace. Básnické miniatury těchto knih upomínají na tvorbu Vítězslava Nezvala z přelomu 20. a 30. let 20. století. Posmrtně vyšel výbor z nepublikovaných Bokových básní Milování na deštném polštáři. Báseň Ztracený podzim z této knihy zhudebnil Vladimír Mišík. Kniha Jedy blaženosti byla v anketě Lidových novin uvedena mezi nejvýznamnějšími knižními počiny roku 2005.
Méně známá je Bokova tvorba výtvarná. Té se soustavně věnoval od šedesátých let minulého století až do konce života. Začínal jako kreslíř, posléze do jeho perokreseb pronikaly vlepované prvky, které postupem času začaly převažovat, a přecházet tak do techniky dokreslované koláže a nakonec koláže celoplošné. Emil Bok byl členem Klubu výtvarníků v Táboře. Účastnil se řady jeho společných výstav; samostatně vystavoval v devadesátých letech v Kulturním domě v Bechyni.

### Vydané knihy
- Zima s rybími prsty (Velarium, 1998)
- Prérie (MaPa, 2001)
- Zahrady (Zahrada, 2002)
- Jedy blaženosti (Petrov, 2005)
- Šimonka (Trigon, 2006)
- Milování na deštném polštáři (Zahrada, 2008)